# 세상에서 가장 아름다운 이별 (2017년 드라마)
《세상에서 가장 아름다운 이별》은 tvN에서 2017년 12월 9일부터 2017년 12월 17일까지 방송된 tvN 토일 드라마인데 원래 MBC에서 방영될 예정이었지만 2017년 9월 파업 때문에 불발되기도 했다.
이 드라마는 1995년 12월 MBC에서 방영한 4부작 단막극을 22년만에 리메이크한 드라마이며, 치매에 걸린 시어머니와 무능한 의사 남편, 과년한 딸과 재수생 아들 등 가족을 위해 평생 희생해온 여자가 어느 날 말기암 진단을 받으면서 가족들 간의 이해와 화합을 그렸다.

## 등장 인물

### 주요 인물
- 원미경 : 김인희 역
- 유동근 : 정철 역
- 김영옥 : 할머니 역
- 최지우 : 정연수 역
- 민호 : 정정수 역

### 주변 인물
- 유재명 : 김근덕 역
- 염혜란 : 신양순 역
- 이희준 : 이인철 역
- 김태우 : 차영석 역
- 맹상훈 : 정 박사 역
- 길해연 : 윤 박사 역
- 손나은 : 재영 역 (특별출연)

### 그 외 인물
- 유형관 : 정철의 친구 역
- 고진명 : 정철의 친구 역
- 정두겸 : 정철의 친구 역
- 전국향 : 인희의 친구 역
- 조경미 : 인희의 친구 역
- 김진옥 : 인희의 친구 역
- 최재석
- 오정석
- 허이슬
- 최희도 : 정수의 친구 역
- 송영재 : 소장 역
- 권혁 : 병원장 역
- 노상민
- 유필란
- 우정국 : 택시기사 역
- 강은진 : 차영석부인 역
- 이한 : 차영석의 쌍둥이 아들 역
- 이결 : 차영석의 쌍둥이 아들 역
- 김성효
- 김정수
- 서영화 : 정철의 동생 역
- 권영경
- 김정수 : 시동생 역

## 촬영지
- 웃사브
- 롯데아울렛 광교점 - 엘리쉬백화점
- 하조대 해수욕장

## 시청률
최저 시청률과 최고 시청률은 시청률 조사회사와 지역별로 시청률에 차이가 있을 수 있습니다.
| 2017년      | 2017년      | 2017년     | 2017년      |
| 회차        | 방송일      | AGB 시청률 | TNmS 시청률 |
| ----------- | ----------- | ---------- | ----------- |
| 제1회       | 12월 9일    | 3.248%     | 3.2%        |
| 제2회       | 12월 10일   | 3.888%     | 3.7%        |
| 제3회       | 12월 16일   | 3.346%     | 3.7%        |
| 제4회       | 12월 17일   | 6.176%     | 6.0%        |
| 평균 시청률 | 평균 시청률 | 4.165%     | 4.2%        |

## 참고 사항
- 이 화면은 레터박스로 구성되었다.

## 같이 보기
- 대한민국의 텔레비전 드라마 목록 (ㅅ)
- 2017년 대한민국의 텔레비전 드라마 목록